# Hazenwater
Het Hazenwater is een moeras-, heide- en stuifzandgebied op landgoed Den Treek-Henschoten ten zuidenwesten van Leusden in de Nederlandse provincie Utrecht. Het glooiende nat en droog heideterrein ten westen van de Paradijsweg is onderdeel van de Utrechtse Heuvelrug. Het beleid is erop gericht om een heidecorridor tot stand brengen tussen het Hazewater via de Ringheuvels en Treekermeer via Kelderbos en Treekerpunt met de Leusderheide.